# رويال رامبل (2021)
رويال رامبل 2021 (بالإنجليزية: Royal Rumble (2021))‏ هو عرض مصارعة محترفة من فئة الدفع مقابل المشاهدة وهو العرض الرابع والثلاثين من سلسلة عروض الرويال رامبل. سيعرض في 31 يناير 2021 وهو العرض الأول من عروض رويال رامبل بلا جمهور بسبب جائحة كوفيد-19.

## وصلات خارجية
- الموقع الرسمي
- WWE ThunderDome Frequently Asked Questions